# Nässland (deel van), Nässlandsbro en Kragom
Nässland (deel van), Nässlandsbro en Kragom (Zweeds: Nässland (del av), Nässlandsbro och Kragom) is een småort in de gemeente Härnösand in het landschap Ångermanland en de provincie Västernorrlands län in Zweden. Het småort heeft 89 inwoners (2005) en een oppervlakte van 18 hectare. Eigenlijk bestaat het småort uit drie plaatsen: Nässland, Nässlandsbro en Kragom. Nässland hoort echter maar gedeeltelijk bij het småort. De plaatsjes liggen ongeveer tussen de een en twee kilometer ten noorden van Älandsbro.